# Оксид урану(V,VI)
Окси́д ура́ну(V,VI) (також закис-окис урану) — неорганічна сполука, змішаний оксид складу U3O8 (або U2O5·UO3). Має вигляд зеленувато-чорних кристалів.
Оксид має чотири модифікації: α, α', α'', β. Густина у різних формах змінюється у діапазоні 8,16—8,41 г/см³.

## Отримання
Добування сполуки проводиться шляхом термічного розкладання ряду сполук, зокрема, (NH4)2U4O13, UO4·xH2O, UO2(NO3)2·6H2O при 600 °C, окисненням UO2 у струмені повітря при 600 °C.

## Хімічні властивості
За високих температур (на повітрі при 900 °C, а у вакуумі вже при 600 °C) оксид U3O8 починає розкладатися із утворенням оксиду UO2, з яким утворює тверді розчини:
{\displaystyle \mathrm {2U_{3}O_{8}{\xrightarrow {>900^{o}C}}\ 6UO_{2}+2O_{2}} }
U3O8 повільно розчиняється у кислотах-окисниках, повністю окиснюючись до стану U(VI) та гідролізуючись до сполук уранілу UO22+. При пропусканні хлороводню крізь оксид при температурі 700 °C утворюється ураніл хлорид.
При дії пероксиду водню сполука активно окиснюється до пероксиду урану:
{\displaystyle \mathrm {U_{3}O_{8}+4H_{2}O_{2}\longrightarrow 3UO_{4}+4H_{2}O} }
За температури понад 500 °C U3O8 відновлюється воднем або амоніаком до діоксиду.

## Застосування
Оксид урану(V,VI) використовується як добавка для розкладання органічних сполук (бензену, бутану), як компонент каталізаторів у риформінгу. Він є вихідною сировиною для отримання гранульованого діоксиду урану, що використовується як ядерне паливо, також U3O8 використовується як паливо й безпосередньо.